# オリヴァー・ヘヴィサイド
オリヴァー・ヘヴィサイド（Oliver Heaviside, 1850年5月18日- 1925年2月3日）はイギリスの電気技師、物理学者、数学者である。幼時に猩紅熱に罹患したことにより難聴となった。正規の大学教育を受けず研究機関にも所属せず独学で研究を行った。電気回路におけるインピーダンスの概念の導入、複素数の導入や「ヘヴィサイドの演算子法」といった物理数学の方法を開発した。マクスウェル方程式を今日一般的に使われている形に書き直し、マクスウェル方程式が理解され応用される道を大きく切り拓いた。彼が定式化した電信方程式は、彼の斬新な方法論に精通した者が当時ほとんどいなかったため長い間注目されなかったが、その後商業的に重要なものとなった。ヘヴィサイドは、その生涯の大半を科学の権威と対立しながらも、電気通信、数学、科学のあり方を変えた。

## 幼少期
ヘヴィサイドはロンドンのカムデン・タウン、キングス・ストリート55番地（現在のプレンダー・ストリート）に、製図技師で木版画家のトーマスとレイチェル・エリザベス（旧姓ウェスト）の3人兄弟の末っ子として生まれた。背が低く赤毛の子供で、幼少時に猩紅熱を患い、聴覚障害が残った。わずかな遺産により、一家は彼が13歳のときにカムデンのよりよい場所に引っ越すことができ、カムデン・ハウス・グラマー・スクールに通うことになった。彼は成績優秀で、1865年には500人中5位になった。16歳になって両親は彼を学校に通わせられなかったため、1年間独学で勉強を続けたのちそれ以上の正式な教育は受けなかった:51。
ヘヴィサイドの叔父はチャールズ・ホイートストン卿（1802-1875）で、電信と電磁気学の世界的な専門家であり、1830年代半ばに初めて商業的に成功した電信の共同発明者であった。ホイートストンは甥の教育に強い関心を寄せ、1867年にはニューカッスル・アポン・タインでチャールズの電信会社を経営していた兄アーサー・ホイートストンのもとで働かせるため、甥を送り出した:53。
2年後、彼はデンマークのグレート・ノーザン・テレグラフ社で電信技師として働き、イギリスの請負業者を起用してニューカッスルからデンマークまでケーブルを敷設した。彼はまもなく電気技師になった。ヘヴィサイドは働きながら勉強を続け、22歳までに権威ある科学雑誌であるフィロソフィカル・マガジンに「検流計と電池で任意の抵抗を測定するためのホイートストンブリッジの最適な配置(The Best Arrangement of Wheatstone's Bridge for measuring a Given Resistance with a Given Galvanometer and Battery)」という論文を発表し、この論文のコピーを贈ったウィリアム・トムソン卿や、ジェームズ・クラーク・マクスウェルなど、この代数的問題を解決しようとして失敗した物理学者から好意的なコメントを得た。電信ケーブルの二重通信方式に関する論文を発表した際、彼は、二重通信方式を非現実的なものとして否定していた郵便局電信システムの技師長R・S・カルリーをからかった。その後1873年、彼は英国電気工学会への加入を申請したが、「電信会社の社員(telegraph clerks)などはいらない」と断られた。ヘヴィサイドは憤慨し、学会長を務めていたトムソンに推薦を依頼して入会が認められた:60。
1873年、ヘヴィサイドはマクスウェルの著書『電気磁気論』に出会った。場所はニューカッスルの図書館(en:Literary and Philosophical Society of Newcastle upon Tyne)とみられる。老年になってヘヴィサイドはこう回想した：

私が若かった頃、マクスウェルの偉大な論文を初めて見たときのことを覚えている...。私はこの本が偉大で、より偉大で、最も偉大(it was great, greater, and greatest)で、その力には計り知れない可能性があることを知った...。私はこの本をマスターしようと決心し、作業に取り掛かった。私はとても無知だった。数学的解析の知識はまったくなく（学校の代数学と三角法しか習っておらず、ほとんど忘れていた）、そのため私の作業は私のためだけにあるようなものだった。可能な限り理解できるようになるまで、数年かかった。その後、私はマクスウェルの論文を脇に置き、自分の道を歩んだ。そして、私はもっと早く前進した......。私が私なりのマクスウェルの解釈に従って福音を宣べ伝えていることはご理解いただけるだろう。
1874年、電信技師の仕事を辞め、両親のいる実家へ戻った。この6年間がヘヴィサイドの74年間の人生において被雇用者として働いた唯一の期間であった。
彼は自宅で研究を続け、伝送線路理論（「電信者の方程式」としても知られる）の発展に貢献した。ヘヴィサイドは、電信線路に一様に分布したインダクタンスが減衰と歪みの両方を減少させ、インダクタンスが十分大きく絶縁抵抗が高すぎなければ、すべての周波数の電流の伝搬速度が等しくなり、回路は無歪みになることを数学的に示した。ヘヴィサイドの方程式は、電信の実装を発展させるのに役立った。

## 中年期
1882年から1902年まで、3年間を除いて、彼は電気技師の地位向上を望む業界紙『The Electrician』に定期的に記事を寄稿し、年間40ポンドの報酬を得ていた。この報酬は生活していくには到底足りなかったが、彼は慎ましい生活を送り、最もやりたいことをやっていたのである。1883年から1887年にかけて、これらの記事は月平均2-3本であり、これらの記事は後に彼の『電磁気理論(Electromagnetic Theory)』と『電気論文(Electrical Papers)』の大部分を形成することになる:71。
1880年、ヘヴィサイドは電信伝送線路における表皮効果を研究した。同年、彼はイギリスで同軸ケーブルの特許を取得した。1884年、彼はマクスウェルの数学的解析を、当初の煩雑な形式（それらはすでに四元数で再定式されていた）から、現代のベクトル用語に再構成し、それによって当初の20の方程式を、現在マクスウェルの方程式として知られている4つの微分方程式に直した。再定式化された4つのマクスウェル方程式は、電荷（静的と動的の両方）、磁場、そして両者の関係すなわち電磁場の性質を記述している。
1880年から1887年にかけて、ヘヴィサイドは微分演算子（ブールは{\displaystyle D}で表記していた）を用いた演算子法を開発し、微分方程式を代数方程式として直接解く方法を提案した。これは後に、厳密さに欠けるとして大きな論争を引き起こした。ヘヴィサイドはこの問題について有名な言葉を残している。

Mathematics is an experimental science, and definitions do not come first, but later on. They make themselves, when the nature of the subject has developed itself.
（数学は実験科学であり、定義は最初に来るのではなく、後から来るのである。定義というものは、対象の本質そのものが明らかになったときに、自ずと生まれるものなのである。）

Shall I refuse my dinner because I do not fully understand the process of digestion?
（消化のプロセスを十分に理解していないからといって、夕食を断ろうか？）
1887年、ヘヴィサイドは兄のアーサーとともに「電話のブリッジシステム」と題する論文に取り組んだ。しかしこの論文は、アーサーの上司であった郵便局のウィリアム・ヘンリー・プリースに阻止された。というのも、その提案の一部は、「電話線と電信線にコイル（インダクタ）を追加して自己インダクタンスを増大させ、電信線が受ける歪みを修正すべきだ」というものであり、プリースはその頃、自己インダクタンスが明らかな伝送の大敵であると宣言していたためである。ヘヴィサイドはまた、プリースが『The Electrician』誌の編集長を辞めさせ、彼の長期連載を（1891年まで）中断させた背後にいると確信していた。プリースとヘヴィサイドの間には長い敵対関係があった。ヘヴィサイドはプリースを数学的に無能だと考えており、伝記作家のポール・J・ナーインもこの評価を支持している：「プリースは強力な官僚で非常に傲慢であり、進歩の障害でもあった」。プリースがヘヴィサイドの研究を抑圧した動機は、ヘヴィサイドの研究の欠点を指摘することよりも、プリース自身の評判を守り、誤りを認めることを避けることにあった: xi–xvii, 162–183
ヘヴィサイドの研究の重要性は、『The Electrician』誌に発表された後もしばらく発見されないままであった。1897年、AT&Tは自社の科学者の一人であるジョージ・A・キャンベルと外部の研究者ミカエル・ピューピンに、ヘヴィサイドの研究が不完全であったり間違っていたりする点を探させた。キャンベルとピューピンはヘヴィサイドの研究を発展させ、AT&Tは彼らの研究だけでなく、ヘヴィサイドが以前に発明したコイルを作る技術的な方法についても特許を申請した。後にAT&Tは、ヘヴィサイドの権利と引き換えに金銭を提供したが、ベルの技術者たちがヘヴィサイドを尊敬していたことがこの申し出に影響した可能性がある。しかし、ヘヴィサイドはこの申し出を拒否し、会社が彼の業績を全面的に認めない限り、金銭は受け取らないと断った。ヘヴィサイドは慢性的な貧乏状態にあったため、この申し出を拒否したことは、より印象的であった。1959年、ノーバート・ウィーナーはフィクション小説『誘惑者(The Tempter)』を出版し、AT&T（仮称ウィリアムズ・コントロールズ社）とミカエル・ピューピン（仮名ディエゴ・ドミンゲス）がヘヴィサイドの発明を盗用したと非難した。
しかし、この挫折は、ヘヴィサイドの関心を電磁放射に向けることになった。1888年と1889年の2つの論文で、彼は移動する電荷を取り囲む電場と磁場の変形と、電荷がより密度の高い媒質に入った場合の影響を計算した。これには、現在チェレンコフ放射として知られているものの予測も含まれており、彼の友人であるジョージ・フィッツジェラルドが現在ローレンツ・フィッツジェラルド収縮として知られているものを提案するきっかけとなった。
1889年、ヘヴィサイドは、移動する荷電粒子に働く磁気力（現在ローレンツ力と呼ばれるものの磁気成分）の正しい導出を初めて発表した。
1880年代後半から1890年代前半にかけて、ヘヴィサイドは電磁質量の概念に取り組んだ。ヘヴィサイドはこれを物質質量として扱い、同じ効果を生み出すことができた。後にヴィルヘルム・ヴィーンが（低速において）ヘヴィサイドの式を検証した。
1891年、英国王立協会はヘヴィサイドの電磁気現象の数学的記述への貢献を認め、王立協会フェローに任命し、翌年には同協会のPhilosophical Transactionsの50ページ以上を彼のベクトル手法と電磁気論に割いた。

## 晩年
1896年春、フィッツジェラルドとジョン・ペリーは、以前に王立協会からの援助申し出を断っていたヘヴィサイドを説得し、年間120ポンドの下賜年金を受け取ることを承諾させた。
1896年暮れ、父親の死去に伴いヘヴィサイドは生涯で初めて1人で生活するようになった。
1897年、ペイントンからニュートン・アボットに移住した。
1902年、ヘヴィサイドは、現在電離層のケネリー・ヘヴィサイド層として知られているものの存在を提唱した 。ヘヴィサイドの提案には、電波信号が地球の曲率半径で伝達される手段も含まれていた。電離層の存在は1923年に確認された。ヘヴィサイドの予測は、マックス・プランクの放射理論と相まって、1932年にカール・ジャンスキーが 電波天文学を発展させるまでの30年間、太陽や他の天体からの電波を検出しようとする試みを躊躇させた。
1905年にはゲッティンゲン大学から名誉博士号を授与された。
1908年、ニュートン・アボットからトーキーへ移住した。
1912年、ノーベル物理学賞の最終候補の1人となった。ヘヴィサイドは1904年から1914年にかけて7回ノミネートされている。
1922年、その年に創設されたファラデー・メダルの最初の受賞者となった。
1924年、自宅の屋根の修理のために職人に指示を出しているときに11フィートの高さの梯子から落下し、背中を地面に強打した。そのときの怪我が原因で、1925年1月4日に意識不明の状態で発見され、2月3日、デヴォン州トーキーで亡くなった。
ヘヴィサイドはペイントン墓地の東の角近くに、父トーマス・ヘヴィサイドと母レイチェル・エリザベス・ヘヴィサイドとともに埋葬された。
墓石は2005年に匿名の篤志家の手によって修復された。

## 人物
隠棲して研究していたものの肉体的には活動的な人物で、壮年期は自身の体の状態に関心を持つスポーツマンであった。19世紀末に英国中で大流行した自転車のとりこであった
晩年、彼の行動はかなりエキセントリックになった。同僚のB.A.ベーレンドによると、彼は世捨て人のようになり、人に会うのを嫌ったため、『The Electrician』の論文の原稿を食料品店に届け、編集者がそれを受け取ったという。1922年頃から、自身の名前のアナグラム"O! He is a very Devil（おお、彼こそは悪魔なり）"を手紙に署名するようになった。また、自分の名前の後に「W.O.R.M.」という称号をつけて署名していた。世間が彼のことを毛虫(worm)のごとく嫌っているという自虐的な意味にもとれるが、その真意は不明である。指の爪をピンクに塗り、家具として花崗岩のブロックを家に運び入れたと伝えられている。
ヘヴィサイドの宗教観について、彼はユニテリアンではあったが、信心深くはなかった。彼は、至高の存在に信仰を置く人々を馬鹿にしていたとさえ言われている。
ヘヴィサイドはアルバート・アインシュタインの相対性理論に反対の立場であった。数学者のハワード・イーブスは、ヘヴィサイドは「当時、アインシュタインを批判した唯一の一流の物理学者であったが、相対性理論に対する彼の批判はしばしば不条理に近いものであった」とコメントしている。

## 没後

### ヘヴィサイド・メモリアル・プロジェクト

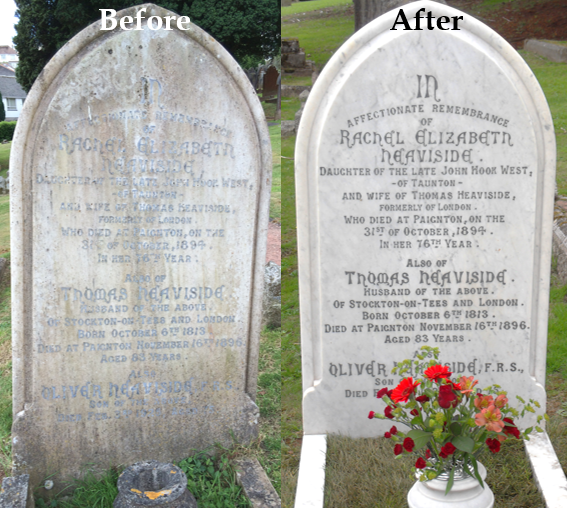
ヘヴィサイドの墓。修復プロジェクト前後の比較。

2014年7月、英国ニューカッスル大学の学者とニューカッスル電磁気学インタレスト・グループは、この墓碑を一般の寄付によって完全に修復することを目指し、ヘヴィサイド・メモリアル・プロジェクトを設立した。修復された墓碑は2014年8月30日、ヘヴィサイドの遠い親戚であるアラン・ヘザーによって除幕された。除幕式には、トーベイ市長、トーベイ選出の国会議員、科学博物館の元学芸員（英国工学技術学会を代表）、トーベイ市民協会会長、ニューカッスル大学の代表が出席した。

### 工学技術学会による顕彰
ヘヴィサイドの論文コレクションは英国工学技術学会(IET)アーカイブセンターに所蔵されている。このコレクションは、数式や計算を記したノート、主に電信に関する注釈付き冊子、原稿メモ、論文草稿、書簡、「電磁気理論」の論文草稿から構成されている。ベル電話研究所所長オリヴァー・E・バックリーによる1950年のヘヴィサイドへの追悼音声がデジタル化され、IETアーカイブバイオグラフィーからアクセスできるようになった。
英国工学技術学会の前身である電気技術者協会（IEE）は、1908年、オリヴァー・ヘヴィサイドに名誉会員資格を授与し、1922年にはその年に創設されたファラデー・メダルを授与した。1950年に電気技術者協会の委員会はヘヴィサイド・プレミアム賞を設立した。「委員会はオリヴァー・ヘヴィサイドを何らかの形で永続的に記念することを検討し、その結果、毎年、採択された最も優れた数学論文に対して10ポンドのヘヴィサイド・プレミアム賞を授与することを推奨する」。

### エポニム
月のクレーター「ヘヴィサイド」と、火星のクレーター「ヘヴィサイド」は、オリヴァー・ヘヴィサイドにちなむ。

## 発明と発見
ヘヴィサイドはベクトル演算とベクトル解析を発展させ、提唱した。マクスウェルの電磁気学の定式化は20変数20方程式から成っていた。ヘヴィサイドはベクトル解析の回転と発散演算子を用いて、この20方程式のうち12方程式を4変数({\displaystyle {\textbf {B}},{\textbf {E}},{\textbf {J}},\rho })からなる4方程式に再定式化した。あまり知られていないが、マクスウェルの方程式とヘヴィサイドの方程式は全く同じではなく、量子物理学に適合させるためには後者を修正する方が簡単である。
重力波が発生する可能性についても、ヘヴィサイドは重力と電気の逆2乗則のアナロジーを用いて議論した。これはアインシュタインが1916年に論文を出すよりも20年以上前のことである。
クォータニオンの乗算では、ベクトルの2乗は負の数となり、ヘヴィサイドは大いに不満だった。彼はこの負数の廃止を提唱したため、C. J. Jolyによって双曲四元数を開発したとされているが、実際にはこの数学的構造はアレクサンダー・マクファーレンによるところが大きい。
ヘヴィサイドの階段関数を発明し、電気回路がオンになったときの電流を計算するのに使用した。
現在ディラックのデルタ関数として知られる単位インパルス関数を初めて使用した。
線形微分方程式を解くための演算子法を発明した。これは現在使われている「ブロムウィッチ積分」に基づくラプラス変換法に似ている。「ブロムウィッチ積分」は、ヘヴィサイドの演算子法を輪郭積分を用いて厳密に数学的に正当化したトーマス・ブロムウィッチにちなんで名づけられた。ヘヴィサイドはラプラス変換法を知っていたが、彼自身の方法がより直接的なものと考えていた
。
伝送線路理論（「電信者の方程式」としても知られる）を開発し、大西洋横断電信ケーブルの伝送効率を10倍に高める効果をもたらした。もともと1文字を伝送するのに10分かかっていたのが、1分間に1文字に改善されたのである。これと密接に関連するのが、電気的インダクタをケーブルに直列に配置することで、信号伝送を大幅に改善できることを発見したことである。
ポインティング・ベクトルも独自に発見した:116–118。
地球の大気の最上部に電離層が存在するという考えを提唱し、後にケネリー・ヘヴィサイド層と呼ばれる層の存在を予言した。1947年、エドワード・ビクター・アップルトンは、この層が実際に存在することを証明した功績により、ノーベル物理学賞を受賞した。

### 電磁気学用語
ヘヴィサイドは、電磁気論において次のような造語を行った。
- コンダクタンス：アドミタンスの実数部、抵抗の逆数（1885年9月）
- 透磁率(permeability)（1885年9月）
- エラスタンス：パーミタンスの逆数、キャパシタンスの逆数（1886年）
- インダクタンス（1886年2月）
- インピーダンス（1886年7月）
- パーミタンス：現在のキャパシタンス（1887年6月）
- 誘電率(permittivity)（1887年6月）
- アドミタンス：インピーダンスの逆数（1887年12月）
- リラクタンス（1888年5月）
- エレクトレット：永久磁石の電気的類似体。強誘電体など準永久的な電気分極を示す物質

ヘヴィサイドは、サセプタンスとリアクタンスを造語した人物として誤って扱われることがある。前者はチャールズ・プロテウス・スタインメッツの造語によるものであり、後者はM. ホスピタリエによるものである。

## 主な著作
ジャーナル
- Heaviside, Oliver (1885, 1886, and 1887). “Electromagnetic induction and its propagation”. The Electrician.

- Heaviside, Oliver (1888,1889). “Electromagnetic waves, the propagation of potential, and the electromagnetic effects of a moving charge”. The Electrician.

- Heaviside, Oliver (1892). “Electromagnetic waves, the propagation of potential, and the electromagnetic effects of a moving charge”. Electrical Papers:  490-499. doi:10.1017/CBO9780511983139.017.

- Heaviside, Oliver (1889). “On the Electromagnetic Effects due to the Motion of Electrification through a Dielectric”. Phil.Mag.S. 5 27:  324-339. doi:10.1080/14786448908628362.

- Heaviside, Oliver. “On the Forces, Stresses, and Fluxes of Energy in the Electromagnetic Field”. Phil.Trans.Royal Soc. A 183:  423-480. doi:10.1098/rsta.1892.0011.

- Heaviside, Oliver (1892). Electrical Papers. 1. Macmillan Co, London and New York. ISBN 9780828402354

- Heaviside, Oliver (1892). “On Operators in Physical Mathematics Part I”. Proc. Roy. Soc. 52:  504-529.

- Heaviside, Oliver (1893). “On Operators in Physical Mathematics Part II”. Proc. Roy. Soc. 54:  105-143.

- Heaviside, Oliver. “A gravitational and electromagnetic analogy”. The Electrician 31:  281-282 (part I),359 (part II).

- - Electromagnetic Theory(1893) vol I, Chapter 4 Appendix B (pp. 455-466)に再録されている。

本
- Heaviside, Oliver (1893). Electromagnetic Theory. 1. The Electrician Printing and Publishing Co, London. ISBN 978-0-8284-0235-4

- Heaviside, Oliver (1894). Electrical Papers. 2. Macmillan Co, London and New York

- Heaviside, Oliver (1899). Electromagnetic Theory. 2. The Electrician Printing and Publishing Co, London

- Heaviside, Oliver (1912). Electromagnetic Theory. 3. The Electrician Printing and Publishing Co, London

- Heaviside, Oliver (1925). Electrical Papers. Boston: Copley

- Heaviside, Oliver (1950). Electromagnetic theory: The complete & unabridged edition of volume 1, 2 and 3. New York: Dover

- 1970 Heaviside, Oliver (1970). Electrical Papers. Chelsea Publishing Company. ISBN 978-0-8284-0235-4

- Heaviside, Oliver (1971). Electromagnetic theory: Including an account of Heaviside's unpublished notes for a fourth volume and with a foreword by Edmund Whittaker". Chelsea Publishing Company. ISBN 0-8284-0237-X

- Heaviside, Oliver (2003). Electrical Papers (2 ed.). American Mathematical Society. ISBN 978-0-8218-34633

## 参照
1. ↑  Anon (1926). “Obituary Notices of Fellows Deceased: Rudolph Messel, Frederick Thomas Trouton, John Venn, John Young Buchanan, Oliver Heaviside, Andrew Gray”. Proceedings of the Royal Society A: Mathematical, Physical and Engineering Sciences 110 (756):  i–v. Bibcode: 1926RSPSA.110D...1.. doi:10.1098/rspa.1926.0036.
2. 1 2  Hunt, B. J. (2012). “Oliver Heaviside: A first-rate oddity”. Physics Today 65 (11):  48–54. Bibcode: 2012PhT....65k..48H. doi:10.1063/PT.3.1788.
3. 1 2 3 4 5 6  Nahin, Paul J. (9 October 2002). Oliver Heaviside: The Life, Work, and Times of an Electrical Genius of the Victorian Age. JHU Press. ISBN 978-0-8018-6909-9
4. 1 2 3 4  Bruce J. Hunt (1994). The Maxwellians. Cornell University Press. ISBN 978-0-8014-8234-2
5. ↑  Sarkar, T. K.; Mailloux, Robert; Oliner, Arthur A.; Salazar-Palma, M.; Sengupta, Dipak L. (2006). History of Wireless. John Wiley & Sons. p. 230. ISBN 978-0-471-78301-5
6. ↑  Heaviside 1892, pp. 3–8.
7. ↑  Heaviside 1892, pp. 18–34.
8. ↑  Christopher, Spargo; Yakovlev, Alex (2015). Oliver Heaviside: Newcastle upon Tyne 1868-1874. Institution of Engineering and Technology.
9. ↑  Sarkar, T. K.; Mailloux, Robert; Oliner, Arthur A.; Salazar-Palma, M.; Sengupta, Dipak L. (30 January 2006). History of Wireless. John Wiley & Sons. p. 232. ISBN 978-0-471-78301-5
10. ↑   この記述にはアメリカ合衆国内で著作権が消滅した次の百科事典本文を含む: Kempe, Harry Robert (1911). “Telephone”. In Chisholm, Hugh (ed.). Encyclopædia Britannica (英語). Vol. 26 (11th ed.). Cambridge University Press. p. 554.
11. ↑  “VIII. On operations in physical mathematics. Part II”. Proceedings of the Royal Society of London 54 (326–330):  105–143. (1894). doi:10.1098/rspl.1893.0059.
12. ↑  Heaviside, "Mathematics and the Age of the Earth" in Electromagnetic Theory vol. 2
13. ↑  Hunt, Bruce J. (2004). “Heaviside, Oliver”. Oxford Dictionary of National Biography. Oxford Dictionary of National Biography (英語) (online ed.). Oxford University Press. doi:10.1093/ref:odnb/33796. (要購読、またはイギリス公立図書館への会員加入。)
14. ↑  Wiener, Norbert (1993). Invention: The Care and Feeding of Ideas. Cambridge,　Massachusetts: MIT Press. pp. 70–75. ISBN 0-262-73111-8
15. ↑  Wiener, Norbert (1959). The Tempter. New York: Random House
16. ↑  Montagnini, Leone (2017). Harmonies of Disorder – Norbert Wiener: A Mathematician-Philosopher of Our Time. Cham (Switzerland): Springer. pp. 249–252. ISBN 978-3-31984455-8
17. 1 2  Hunt 2004.
18. ↑  Heaviside, O. (1889). “XXXIX.On the electromagnetic effects due to the motion of electrification through a dielectric”. Philosophical Magazine. Series 5 27 (167):  324–339. doi:10.1080/14786448908628362.
19. ↑  Heaviside, O. (1902). “Telegraphy”. Encyclopaedia Britannica. Edinburgh and London: Adam and Charles Black. p. 214
20. ↑  Pairs, A (1982). “How Einstein Got the Nobel Prize: Why did the Nobel Committee for Physics wait so long before giving Einstein the Prize, and why did they not award it for relativity?”. American Scientist 70:  358-365.
21. ↑  “The novel prize Nomination Archive : Oliver Heaviside”. 2024年1月18日閲覧。
22. ↑  “Oliver Heaviside”. Journal of the AIEE 44 (3):  316–317. (March 1925). doi:10.1109/JAIEE.1925.6537168.
23. ↑  Mahon, Basil (2009). Oliver Heaviside: Maverick mastermind of electricity. The Institution of Engineering and Technology. ISBN 9780863419652
24. ↑  
“Pages with the editor”. Popular Radio (New York) 7 (6):  6. (June 1925) 2014年8月14日閲覧。.
25. ↑  ナーイン, ポール・J.『オリヴァー・ヘヴィサイド　ヴィクトリア朝における電気の天才 ― その時代と業績と生涯』高野善永、海鳴社、2012年4月10日（原著2002年10月9日）、559頁。ISBN 978-4-87525-288-7。
26. ↑  
Pickover, Clifford A. (1998). “Oliver Heaviside”. Strange Brains and Genius: The secret lives of eccentric scientists and madmen. Plenum Publishing Company Limited. ISBN 9780306457845
27. 1 2  Eves, Howard (1988). Return to Mathematical Circles: A Fifth Collection of Mathematical Stories and Anecdotes. PWS-Kent Publishing Company. p. 27. ISBN 9780871501059
28. ↑  “Heaviside Memorial Project Homepage”. Nature (Heaviside Memorial Project) 165 (4208):  991–3. (27 July 2014).  オリジナルの18 July 2014時点におけるアーカイブ。 2014年7月31日閲覧。.
29. ↑  “Bid to restore Paignton monument to Oliver Heaviside”. www.torquayheraldexpress.co.uk.   Herald Express (2014年7月27日). 2014年8月6日時点のオリジナルよりアーカイブ。2014年7月29日閲覧。
30. ↑  “The Heaviside Memorial Project”. www.newcastle.ac.uk.   Newcastle University (2014年7月29日). 2014年7月29日時点のオリジナルよりアーカイブ。2014年7月29日閲覧。
31. ↑  “Restored Heaviside memorial unveiled on Saturday”. www.torquayheraldexpress.co.uk.   Herald Express (2014年9月1日). 2014年9月3日時点のオリジナルよりアーカイブ。2014年9月1日閲覧。
32. ↑  Savoy Hill House 7–10, Savoy Hill, London WC2R 0BU email: archives@theiet.org
33. ↑  “Oliver Heaviside 1850-1925”. The IET Archives:biographies. 2023年11月21日閲覧。
34. ↑  Heaviside, Oliver (1908). “IEE Roll of Honorary Members and Faraday Medallists 1871-1921”. IET Archives Reference: IET/SPE/4/8/1.
35. ↑  “From under the sea to the edge of space: the work of Oliver Heaviside”. Stories of the Institution of Electrical Engineers.   The IET Archives Blog: Stories from the Institution of Engineering and Technology (2023年4月5日). 2023年11月21日閲覧。
36. ↑  Heaviside Premium Award (2 February 1950). “IEE Council Minutes”. IEE Archive Reference: IET/ORG/2/1/19.
37. ↑  “MOON – Heaviside”. Gazetteer of Planetary Nomenclature. 2025年5月6日閲覧。
38. ↑  “MARS – Heaviside”. Gazetteer of Planetary Nomenclature. 2025年5月6日閲覧。
39. ↑  Electromagnetic Theory, 1893 "The Elements of Vectorial Algebra and Analysis," vol.1 chap.3 pp.132–305 、ここで彼は現代的な系を記述した
40. ↑  Topological Foundations of Electromagnetism, World Scientific Series in Contemporary Chemical Physics, 13 March 2008, Terence W. Barrett.
41. ↑  A gravitational and electromagnetic analogy,Electromagnetic Theory, 1893, 455–466 Appendix B. This was 25 years before Einstein's paper on this subject
42. ↑  Hamilton (1899). Joly, C.J.. ed. Elements of Quaternions (2nd ed.). Longmans, Green, and co.. p. 163. ISBN 9780828402194
43. ↑  Electromagnetic Theory, vol.II, para.271, eqns 54,55
44. ↑  Electromagnetic Theory vol 3, section starting on p.324. Available online
45. ↑  A rigorous version of Heaviside's operational calculus has been constructed see Mikusinski J: The Operational Calculus, Pergamon Press 1959
46. ↑  Wiener, Norbert (1993). Invention: The Care and 70–75. Cambridge, Massachusetts: MIT Press. ISBN 0-262-73111-8
47. ↑  Ronald R. Kline, Steinmetz: Engineer and Socialist, p. 337, Johns Hopkins University Press, 1992 ISBN 0801842980.
48. ↑  Kline, p. 88
49. ↑  Steinmetz, Charles Proteus; Frederick, Bedell (1894). Transactions of the American Institute of Electrical Engineers. 11. pp. 768-776ヘヴィサイド自身も著作(Electromagnetic Theory, vol. 1, p. 439, 1893.)の中で"The term 'reactance' was lately proposed in France, and seems to me to be a practical word.（「リアクタンス」という言葉は最近フランスで提唱されたもので、実用的な言葉だと感じる。）"と述べている。

### アーカイブコレクション
- Oliver Heaviside selected papers [microform], 1874-1922, Niels Bohr Library & Archives